# 1269 w polityce
Wydarzenia polityczne w 1269 roku.

## Wydarzenia
- Przemysł Ottokar II opanował Karyntię i Krainę[1].

## Zmarli
- Widukind von Waldeck, biskup Osnabrück[2].